# Lovejoy
Lovejoy és una població dels Estats Units a l'estat de Geòrgia. Segons el cens del 2000 tenia 2.495 habitants.

## Demografia
Segons el cens del 2000, Lovejoy tenia 2.495 habitants, 491 habitatges, i 369 famílies. La densitat de població era de 411,7 habitants/km².
Dels 491 habitatges en un 41,5% hi vivien nens de menys de 18 anys, en un 50,7% hi vivien parelles casades, en un 19,1% dones solteres, i en un 24,8% no eren unitats familiars. En el 18,9% dels habitatges hi vivien persones soles el 3,9% de les quals corresponia a persones de 65 anys o més que vivien soles. El nombre mitjà de persones vivint en cada habitatge era de 2,66 i el nombre mitjà de persones que vivien en cada família era de 2,99.
Per edats la població es repartia de la següent manera: un 17,2% tenia menys de 18 anys, un 19,2% entre 18 i 24, un 45% entre 25 i 44, un 14,9% de 45 a 60 i un 3,7% 65 anys o més.
L'edat mediana era de 30 anys. Per cada 100 dones de 18 o més anys hi havia 314,9 homes.
La renda mediana per habitatge era de 40.139 $ i la renda mediana per família de 40.268 $. Els homes tenien una renda mediana de 21.964 $ mentre que les dones 23.229 $. La renda per capita de la població era de 14.642 $. Entorn del 6,1% de les famílies i l'11,8% de la població estaven per davall del llindar de pobresa.

## Poblacions més properes
El següent diagrama mostra les poblacions més properes.